# Wilhelm von Bentheim
Wilhelm Ernst David von Bentheim (* 21. Januar 1768 in Hersfeld; † 4. April 1840 in Potsdam) war ein preußischer Generalmajor und Direktor des Militär-Knaben-Erziehungsinstituts im Schloss Annaburg.

## Leben

### Herkunft
Er war der Sohn von Wilhelm von Bentheim († 1776) und dessen Ehefrau Margarete Salome, geborene von Gottesheim. Sein Vater war als landgräflich hessen-kasselischer Major im Grenadierbataillon „von Block“ während des amerikanischen Unabhängigkeitskrieges gefallen.

### Militärkarriere
Bentheim kam im Jahr 1776 als Kadett nach Kassel. Von dort wurde er am 25. März 1784 als Fähnrich im Kavallerieregiment „von Diemar“ angestellt. Am 23. November 1786 folgte seine Versetzung in das Leib-Infanterie-Regiment. Bentheim wechselte am 7. Mai 1787 in preußische Dienste und kam als Sekondeleutnant in das Füsilierbataillon „von Baehr“ nach Warschau. Im Jahr 1789 stieg er Adjutanten des Bataillons auf. 1794 nahm Bentheim am Feldzug in Polen teil. Am 26. Juli 1795 wurde er dann in das Infanterieregiment des Prinzen Louis Ferdinand von Preußen versetzt. Vom 5. September 1797 bis zum 30. August 1805 war Bentheim als Stabskapitän im Füsilier-Bataillon des Infanterieregiments „von Grünberg“ tätig. Anschließend wurde er mit der Beförderung zum Kapitän als Kompaniechef in die 2. Ostpreußische Füsilierbrigade versetzt. Während des Vierten Koalitionskrieges kämpfte er bei der Kanonade von Thorn sowie den Gefechten bei Gurszno, Waltersdorf und Godenwinkel.
Nach dem Frieden von Tilsit wurde Bentheim am 22. Januar 1808 in das 2. Westpreußische Infanterie-Regiment versetzt. Daran schloss sich ab dem 24. März 1811 eine Verwendung als Major im 1. Schlesischen Infanterie-Regiment Nr. 10 an und als solcher wurde Bentheim am 2. März 1813 zum Kommandeur des III. Bataillons ernannt. In gleicher Eigenschaft wurde er am 1. Juli 1813 in das 5. Reserve-Infanterie-Regiment (Nr. 17) versetzt. Während der Befreiungskriege kämpfte Bentheim in den Schlachten bei Bautzen, Großbeeren und Dennewitz, wo er sich das Eiserne Kreuz II. Klasse erwarb. Er nahm außerdem an den Belagerungen von Wittenberg und Bitsch sowie dem Sturm auf Arnheim teil. Für sein Verhalten in der Schlacht bei Laon wurde Bentheim mit dem Orden der Heiligen Anna II. Klasse ausgezeichnet. Am 26. Juni 1815 wurde er zum Oberstleutnant befördert und am 26. Juli 1815 in das 20. Infanterie-Regiment versetzt. Dort wurde er am 30. März 1818 mit Patent vom 11. April 1818 zum Oberst befördert. Am 29. Mai 1821 wurde er als Direktor in das Militär-Knaben-Erziehungsinstitut in Annaburg versetzt. Am 28. August 1825 bekam er das Ritterkreuz des sächsischen Zivilverdienstordens und das Dienstkreuz. Anlässlich seines 50-jährigen Dienstjubiläums wurde Bentheim am 25. März 1834 der Rote Adlerorden III. Klasse mit Schleife verliehen. Am 8. August 1835 bekam er seinen Abschied mit dem Charakter als Generalmajor und einer jährlichen Pension von 1500 Talern. Er starb am 4. April 1840 in Potsdam.

### Familie
Bentheim heiratete am 11. März 1793 in Bromberg Dorothea Constance Holst (1794–1849). Sie war die älteste Tochter des südpreußischen Akzise- und Zollrates Holst. Das Paar hatte mehrere Kinder:
- Karl Ludwig Wilhelm (* 1795)
- Friedrich Karl Julius (1797–1867), Major a. D.
- Karl (* 1801), Oberförster
- Gustav Ludwig Hermann (1804–1817)
- Georg Ferdinand (1807–1884), preußischer General der Infanterie ⚭ Adelheid Friederike Gottliebe von Proeck (1825–1904)
- Ulrike Henriette (18091810)
- Alexander (* 1813), Sekondeleutnant im 20. Infanterie-Regiment